# Скарлет (Mortal Kombat)
Скарлет (англ. Skarlet) — персонаж серії файтинга Mortal Kombat.

## Біографія
У Шао Кана є безліч підконтрольних йому воїнів, але повністю він довіряє тільки тим бійцям, яких він створив особисто. Кров різних воїнів, зібраних з різних полів битв, злита воєдино за допомогою чаклунства, створила найефективнішого воїна: Скарлет. Досвідчена слідопитка, вона полює на тих, хто визнаний ворогом імперії. Під час битви, Скарлет отримує сили, вбираючи кров ворога через свою шкіру. Під час турнірів, Шао Кан доручив їй нову місію: розкрити істинний план Куан Чі і вбити його, якщо він планує зрадити імператора.

## Зовнішність
В Mortal Kombat (2011) у Скарлет сірі очі, неприродно руді, навіть червоне волосся з чорної пасмом в них, заплетене ззаду в низький хвіст і перев'язані мотузкою. Одяг Скарлет в основному в червоно-чорних тонах з мінімальними металевими вставками, які можна побачити в її топі і чоботях. Вона носить щільну полумаску від носа і до ключиць. У неї є подобу броні у вигляді металевих наручей і наплічники, вона носить щось на зразок короткої стегнах пов'язки і топ, який щільно зав'язаний мотузкою на якій ззаду кріпляться піхви, сам же топ трохи нагадує топ Джейд в її альтернативному костюмі. На її правій руці можна побачити мотузку, яка зав'язана в формі букви «X». Вона носить червоні ботфорти на високих підборах. На відміну від інших кунойічі, її зброя є частиною її костюма і під час ігрового процесу воно не просто з'являється з повітря. У неї за спиною можна побачити піхви в яких вона містить свої клинки кодачі, а на її правій нозі є пов'язка до якої прикріплено чотири куная.

## Спецприйоми та добивання
Верхній слеш: Скарлет наносить удар ножем від низу до верху. Цей удар підкидає противника в повітря і відкриває його для джагглов. Цей прийом може бути виконаний під час прийому Червоний ривок, що збільшить радіус його дії. (MK (2011)
Нижній слеш: Скарлет наносить удар ножем зверху вниз. Цей прийом також відкриває ворога для джагглінга і також може бути виконаний під час Червоного ривка. (MK (2011)
Кидок кинджала: Скарлет кидає поспіль два кинджала. Кидок другого кинджала може бути відкладений. (MK (2011))
Повітряний кинджал: Скарлет кидає кинджал під час стрибка. У цього прийому є дві версії — одна дозволяє кинути кинджали в повітрі по-горизонталі, інша — вниз по-діагоналі. (MK (2011)

### Добивання
Кривава лазня: Скарлет встромляє один кинджал в вухо противнику, а другим перерізає йому горло. Утримуючи ворога від падіння своїм кинджалом, Скарлет стоїть під потоком крові хлище з рани. (MK (2011)
Серцевий напад: Скарлет запускає цівки крові в серце супротивника і починає швидко перекачувати велику кількість крові через них. Кров, притікає до серця противника все більше накопичується, і його серце в кінцевому підсумку вибухає, розриваючи жертву. (MK11)

## Появи в інших медіа

### Комікси
Скарлет з'являється в серії коміксів Mortal Kombat X, які служать приквелом до подій однойменної гри.